# أرماندو لوزانو
ارماندو لوزانو (بالإسبانية: Armando Lozano)‏ (16 ديسمبر 1984 بموتريل في إسبانيا - ) هو لاعب كرة قدم إسباني في مركز قلب الدفاع (كرة القدم). لعب مع نادي إلتشي ونادي برشلونة ب ونادي برشلونة ونادي قرطبة ونادي كارتاخينا ونادي ليفانتي ونادي مالقا ونيويورك ريد بولز وتيبورونيس روخوس دي فيراكروز ونادي مُطريل ‏ وAtlético Levante UD ‏ وUD Los Palacios ‏ وAtlético Malagueño ‏.

## روابط خارجية
- ارماندو لوزانو على موقع الدوري الأمريكي (الإنجليزية)
- ارماندو لوزانو على موقع قاعدة بيانات كرة القدم.إي يو (الإنجليزية)
- ارماندو لوزانو على موقع Soccerbase.com (لاعب) (الإنجليزية)
- ارماندو لوزانو على موقع Soccerway.com (الإنجليزية)
- ارماندو لوزانو على موقع عالم كرة القدم.نت (الإنجليزية)
- ارماندو لوزانو على موقع AS.com (الإسبانية)